# 曉空丸
曉空丸（日语：〔〕／ Gyōkū Maru）是第二次世界大战太平洋战争日本貨船。前身是1941年香港黃埔船塢為英国戰時交通部建造中的帝國龍號（英語：Empire Dragon）。日本军虜獲後建成曉空丸，1944年（昭和19年）9月在黄海為美國海軍長尾鯊號潛艇擊沉。曉空丸是疏開船對馬丸的同行船。

## 建造
帝國龍號是英國戰時交通部訂購的帝國船，計劃用作不定期船規格的戰時標準船。1941年在香港黃埔船塢動工，定為第850號船，預定名為帝國龍號。負責建造戰時交通部所訂購帝國船的造船廠在英國本土外僅有兩個，即該造船廠與太古船塢，都在香港。
但太平洋戰爭開始後的香港攻防戰中日軍佔領香港，香港黃埔船塢在建的姊妹船3隻、太古船塢在建的1隻為日本陸軍虜獲。香港黃埔船塢易名「九龍造船所」，太古船塢易名「香港造船所」，由日本陸軍接收，1942年（昭和17年）4月1日大阪鐵工所受託經營九龍造船所，三井造船受託經營香港造船所。帝國龍號與姊妹船帝國寶塔號（Empire Pagoda）繼續建造，1942年12月下水，次年8月帝國龍號建成為曉空丸。船名首字「曉」是船舶司令部直管虜獲船舶共通的命名法。帝國寶塔號同由日軍建成，命名為曉天丸。三井造船香港造船所應海軍要求繼續建造帝國花開號（Empire Blossom），建成後命名為建武丸
曉空丸噸位為6,854公噸。主機搭載1臺三連成往复式发动机。自衛武装詳情並不清楚，而建成時陸軍船舶砲兵上船，船首位各配野戰炮1門，最終時配有迫击炮、深水炸弹等武器。

## 使用
曉空丸建成後船主為陆军省，大阪商船受託運航。首航前往法属印度支那西貢，經停高雄港，滿載砂糖，並有約100人就便搭乘。1943年（昭和18年）9月高雄港在泊時為陸軍徵用作軍隊輸送船，編為965號。
自高雄前往馬公後加入該地編成的臨B船團，9月20日在朝顏號驅逐艦護衛下，駛往門司。但21日夜晚至22日凌晨在基隆市岸遭扳機號潛艇襲擊，尻矢號給油艦與液貨船昭洋丸（日東鑛業汽船：7499公噸）、貨物船額爾古納丸（あるぐん丸，大阪商船：6661公噸）接連遭沉。曉空丸船艏右舷中1發魚雷而大破，為免沉沒，以2節的低速與液貨船第一小倉丸一同前往基隆。由於魚雷命中時的衝擊，操作自衛火砲的船砲隊員墜海，3名下落不明。高雄警備府出動特設捕獲網艇若宮丸、特設驅潛艇鹽水丸、第十四航空隊負責人員救助與對潛攻擊，特設運送船慶洲丸駛向曉空丸，特設驅潛艇嘉南丸護衛，將曉空丸拉往基隆。據曉空丸船砲隊員回憶，該船以船艏沉下、螺旋槳基本浮在海面上的狀態繼續航行，9月22日傍晚在基隆入港，卸下貨物並進入船塢修理。之後船團主力繼續航海，25日抵達門司，曉空丸亦為同行，據《第一海上護衛隊戰時日誌》，有3隻船與船團分離，停在基隆。
修理後，曉空丸繼續從事軍事輸送，1944年（昭和19年）6月末執行往沖繩方面的輸送任務。此時，日軍塞班島戰役敗北，恐怕美軍進攻沖繩，遂強化沖繩防備，將民間人疏開至日本本土。前往沖繩的路線運送大陸增援部隊與軍需物資，返程承載本土疏開的民間人。可確認的事例如下：
- 6月30日獨立速射砲第3大隊等在釜山港上船[16]，7月9日加入鹿兒島灣出發的Kana-912船團（カナ912船団，輸送船12隻），11日抵達那霸港[10]。
- 7月29日在門司加入Mo-05船團（モ05船団，對馬丸、和浦丸等7隻輸送船）[10]，第24師團野砲兵第42連隊等上船後8月1日出發，5日抵達那霸[17]。
- 曉空丸完成Mo-05船團的輸送，與對馬丸、和浦丸一同前往中華民國上海，第62師團主力（約8800人）分乘。3隻編成第609船團，在枞级驱逐舰蓮（日语：蓮 (駆逐艦)）、栂（日语：栂 (駆逐艦)）與宇治號砲艦護衛下，8月19日抵達那霸[10]。

這3隻船完成第609船團任務後編成Namo-103船團（ナモ103船団），運送沖繩島至日本本土的約4400位疏開者。曉空丸容納約1400位疏開者。船團在返程前來的蓮、宇治護衛下8月21日啓程。22日遭美軍弓鰭魚號潛艇魚雷攻擊，對馬丸沉沒，曉空丸為免受更大破壞逃離現場。曉空丸24日安全抵達長崎，疏開者下船。
曉空丸9月向上海輸送兵員，為其最後的航海。載運向支那派遣軍補充要員中心797人的曉空丸與和浦丸、赤城山丸、江田島丸在門司編成節船團，9月12日在第一號型驅潛特務艇的第99号、第168号驱潜特務艇護衛下啓程。為防備潛艦襲擊，採取水淺的朝鲜半岛沿岸航路，13日晚江田島丸（日本郵船：6932公噸）遭美軍太陽魚號潛艇擊沉。曉空丸由於舵故障，離開船團，停靠珍岛。完成修理的曉空丸18日在宇治號砲艦等3隻船護衛下繼續航行，同日遭美國長尾鯊號潛艇雷擊沉沒於黃海35°02′N 124°24′E / 35.033°N 124.400°E處。船上1024人中含船員91人、船砲隊136人在內，其中船員39人、船砲隊23人、乘客620人共計682人死亡。

### 引用
1. 1 2 3 4 5  Mitchel 1990，第126頁.
2. 1 2 3 4  . 亞洲歷史資料中心 （日语）.，圖32。
3. 1 2 3 4 5 6 7  Mitchel 1990，第124頁.
4. ↑  . 亞洲歷史資料中心 （日语）.
5. ↑  岩重多四郎. .   [2012-05-17]. （原始内容存档于2020-02-17）.
6. ↑  駒宮真七郎.  . 1972: 18.
7. 1 2 3 4  岩重 2009，第29頁.
8. ↑  .   [2021-11-29]. （原始内容存档于2020-03-26）.
9. 1 2 3 4 5 6 7  駒宮 1987，第89—91頁.
10. 1 2 3 4 5 6 7 8 9  野間 2002，第350頁.
11. ↑  . 亞洲歷史資料中心 （日语）.，圖37—38。
12. 1 2  . 亞洲歷史資料中心 （日语）.，圖28。
13. ↑  Cressman 1999，第386—387頁.
14. ↑  . 亞洲歷史資料中心 （日语）.，圖59—60。
15. ↑  . 亞洲歷史資料中心 （日语）.，圖33—34。
16. ↑  . 亞洲歷史資料中心 （日语）.
17. ↑  . 亞洲歷史資料中心 （日语）.
18. ↑  . USS Bowfin Submarine Museum & Park.   [2011-07-12]. （原始内容存档于2016-08-11）.
19. ↑  . 亞洲歷史資料中心 （日语）.，圖14。
20. ↑  日本郵船 1971，第871頁.
21. 1 2  Cressman 1999，第539頁.
22. ↑  Cressman 1999，第542頁.

### 來源
- 岩重多四郎.  . 大日本繪畫. 2009. ISBN 978-4-499-22989-0.
- 駒宮真七郎.  . 出版協同社. 1987. ISBN 4-87970-047-9.
- 日本郵船株式會社.   上卷. 日本郵船株式會社. 1971.
- 野間恒.  . 野間恒. 2002.
- Cressman, Robert. . Annapolis MD: Naval Institute Press. 1999  [2021-11-29]. （原始内容存档于2021-05-09）.
- Mitchell, W.H.; Sawyer, L.A.  2nd. London, New York, Hamburg, Hong Kong: Lloyd's of London Press Ltd. 1990. ISBN 1-85044-275-4.

## 外部連結
- .   [2021-11-29]. （原始内容存档于2020-02-17）. - 岩重多四郎再現模型